# Хелхи (Мазовецьке воєводство)
Хелхи (пол. Chełchy) — село в Польщі, у гміні Сипнево Маковського повіту Мазовецького воєводства.
Населення — 78 осіб (2011).
У 1975-1998 роках село належало до Остроленцького воєводства.

## Демографія
Демографічна структура станом на 31 березня 2011 року:
|          | Загалом | Допрацездатний вік | Працездатний вік | Постпрацездатний вік |
| -------- | ------- | ------------------ | ---------------- | -------------------- |
| Чоловіки | 41      | 16                 | 22               | 3                    |
| Жінки    | 37      | 8                  | 22               | 7                    |
| Разом    | 78      | 24                 | 44               | 10                   |